# Dog TV
Dog TV est une chaîne de télévision américaine privée lancée en avril 2012 et créé à parts égales par Ron Levi et Guy Martinovsky, ses premiers PDG, qui ont vendu plus tard leurs parts à Jasmine Group. La chaîne a pour principal cœur de cible les chiens. La chaîne diffuse 24 heures sur 24 des images de chiens en action accompagnées d'une musique apaisante. Elle n'existe plus actuellement en France.